# Lumban Motung
Lumban Motung is een bestuurslaag in het regentschap Tapanuli Utara van de provincie Noord-Sumatra, Indonesië. Lumban Motung telt 449 inwoners (volkstelling 2010).